# Gyula Sax
Gyula Sax [ˈɟulɒ ˈsɒks] (* 18. Juni 1951 in Budapest; † 25. Januar 2014) war ein ungarischer Schach-Großmeister.

## Einzelerfolge
Gyula Sax wurde 1971/72 Junioreneuropameister (U20) in Groningen (geteilt mit René Borngässer, der die schlechtere Wertung aufwies).
1972 verlieh ihm die FIDE den Titel Internationaler Meister, 1974 den Titel Großmeister.
Er gewann Turniere in Rovinj-Zagreb 1975, Vinkovci 1976 (mit Vlastimil Hort), Las Palmas (mit Wolodymyr Tukmakow) und im traditionsreichen Amsterdam IBM-Turnier 1979 (mit Vlastimil Hort). 1984 war Sax Alleinsieger im stark besetzten Open von Lugano.
Sax belegte im Interzonenturnier 1979 in Rio de Janeiro den geteilten 7. Platz.
1987 errang er seinen größten Erfolg, als er in Subotica das Interzonenturnier gewinnen konnte (geteilt). Im anschließenden Kandidatenzyklus unterlag er im Achtelfinale 1988 in St. John’s dem Briten Nigel Short mit 1,5:3,5.
1990 qualifizierte sich Sax beim Interzonenturnier in Manila erneut für das Kandidatenturnier. Dort erreichte er im Achtelfinale gegen Viktor Kortschnoi ein 4:4 (+1 =6 −1), verlor jedoch den Stichkampf im Schnellschach.
Seine letzte Elo-Zahl betrug 2439. Im Januar 1988 belegte er mit seiner höchsten Elo-Zahl von 2610 den geteilten 15. Platz der FIDE-Weltrangliste (zusammen mit Ljubomir Ljubojević und Lajos Portisch), im Januar 1989 mit der gleichen Elo-Zahl zusammen mit acht weiteren Spielern den geteilten 12. Platz.
Gyula Sax starb an einem Herzinfarkt.

## Mannschaftserfolge

### Nationalmannschaft
Gyula Sax nahm zwischen 1972 und 2000 mit der ungarischen Nationalmannschaft an zehn Schacholympiaden teil. Der größte Erfolg war hierbei der Gewinn der Schacholympiade 1978 vor der Sowjetunion, die seit 1952 bei allen Teilnahmen den ersten Platz belegt hatte. Bei diesem Turnier erreichte Sax außerdem den dritten Platz in der Einzelwertung an Brett 3. Des Weiteren belegte er bei den Schacholympiaden 1972 und 1980 mit der ungarischen Mannschaft den zweiten Platz. Bei den Mannschaftsweltmeisterschaften 1985 und 1989 gehörte Sax zur ungarischen Auswahl 1985 belegte die ungarische Auswahl den zweiten Platz, Gyula Sax war gleichzeitig erfolgreichster Spieler an Brett 3. Zwischen 1973 und 1997 nahm Sax an sechs Mannschaftseuropameisterschaften teil und erreichte dabei je zwei zweite und dritte Plätze. Bei der Mannschaftseuropameisterschaft 1973 war er darüber hinaus punktbester Spieler an Brett 8.

### Vereinsschach
In der ungarischen Mannschaftsmeisterschaft, der NB I. Szabó László csoport, spielte Sax von 2001 bis zu seinem Tod bei Zalaegerszegi Csuti Antal, mit welchem er 2002, 2003, 2004, 2005, 2006 und 2008 ungarischer Mannschaftsmeister wurde und viermal am European Club Cup teilnahm. Vorher spielte Gyula Sax bei Honvéd Budapest, mit dem er 1988 den zweiten Platz im European Club Cup erreichte und bei Miskolci SSC, mit dem er 2000 und 2001 ungarischer Mannschaftsmeister wurde sowie zweimal am European Club Cup teilnahm. In der deutschen Schachbundesliga spielte Sax in den Spielzeiten 1992/93 und 1993/94 beim SC Stadthagen, mit dem er auch am European Club Cup 1993 teilnahm und in den Spielzeiten 1996/97, 1997/98 und 1999/2000 beim PSV Duisburg. Sax spielte auch für den slowenischen Verein ŠK Piramida Maribor, mit dem er am European Club Cup 1994 teilnahm.